# Arsenal Shipka
El Shipka es un subfusil de 9mm búlgaro producido en 1996 por la compañía Arsenal. El nombre es una referencia al famoso Paso de Shipka, cerca del cuartel de la sede del Arsenal de Kazanlak, en los Balcanes, donde los voluntarios búlgaros y tropas rusas vencieron al Imperio otomano durante la Guerra ruso-turca de 1877 a 1878, liberando a Bulgaria. El Shipka fue desarrollado para la policía y fuerzas armadas búlgaras y es ampliamente exportado.
El Shipka es una arma compacta destinada originalmente para su uso por tripulaciones de vehículos blindados, pilotos, y otros tiradores que requieren de un arma de combate cerrado o tiros apuntados a largas distancias. 
Las versiones preproducción y prototipos del Shipka estaban recamaradas en el cartucho 9 × 25 mm Mauser y empleaban un cargador de 30 cartuchos. Las versiones de producción fueron producidas en 9 × 18 mm Makarov con cargadores de 32 balas y con la entrada de Bulgaria en la OTAN, se introdujo una versión en 9 × 19 mm Parabellum, con cargador de 25 cartuchos. 
Funciona mediante retroceso sencillo, disparando a cerrojo abierto. El recibidor inferior, junto con la empuñadura de pistola y el guardamontes están realizados en polímero, el recibidor superior es de acero. La sencilla culata es de alambre de acero y se pliega hacia el lado izquierdo del arma.